# Signorinella (film)
Signorinella è un film del 1949 diretto da Mario Mattoli, ispirato all'omonimo brano musicale.
Per gli esterni il film è stato girato a Introdacqua, paese vicino a Sulmona, nella Valle Peligna. La Banda di Introdacqua ha eseguito molti brani inclusi nella pellicola.

## Trama
Carlo e Ughetto sono due giovani furbetti che rubano un'auto all'ultima moda e scappano sulle montagne abruzzesi. Si ritrovano vicino Introdacqua e soccorrono una ragazza di nome Maria che si sente male.
Il giorno seguente per il paese si sparge la voce che Ughetto sia un cugino di Maria a cui è intestata la lussuosa automobile e così lui e Carlo vengono accolti in paese con grandi onori.
Il sindaco successivamente vuole far sposare Ughetto con Maria che è molto schiva, perché ha già un amante emigrato a Napoli, e quando scopre che il futuro marito è un furfante imbroglione, scappa via.
Nel frattempo, il notaio di Introdacqua, Don Cesare, sta preparando una canzone per la famosa banda musicale e si ispira alla storia di Maria, che presto torna in Abruzzo col vero fidanzato, intenzionato a dare una lezione ad Ughetto che si scusa pubblicamente. Il notaio conclude così la canzone Signorinella e il finale si svela felicemente.